# Fiorella Bonicelli
Fiorella Bonicelli (21 dicembre 1951) è un'ex tennista uruguaiana.

## Biografia
Durante la sua carriera vinse il doppio al Roland Garros nel 1976 battendo la coppia composta da Kathy Harter e Helga Niessen Masthoff in tre set (6-4, 1-6, 6- 3), la sua compagna nell'occasione era Gail Sherriff Lovera.
Al Torneo di Wimbledon del 1973 giunse in semifinale esibendosi con María-Isabel Fernández. Nel singolare giunse ai quarti di finale nell'Open di Francia del 1978 perdendo contro la rumena Virginia Ruzici.